# Groß Miltzow
Groß Miltzow ist eine Gemeinde im Osten des Landkreises Mecklenburgische Seenplatte im Südosten Mecklenburg-Vorpommerns (Deutschland). Sie wird vom Amt Woldegk mit Sitz in der Stadt Woldegk verwaltet. Bis zum 1. Januar 2004 war Groß Miltzow Sitz des Amtes Groß Miltzow.

## Geografie
Groß Miltzow liegt etwa 20 Kilometer östlich von Neubrandenburg und elf Kilometer nördlich von Woldegk in einem Endmoränengebiet, dessen höchste Erhebungen südlich der Gemeinde mit den Helpter Bergen 179,2 m ü. NHN erreichen.
Umgeben wird Groß Miltzow von den Nachbargemeinden Schönbeck im Norden, Voigtsdorf und Schönhausen im Nordosten, Strasburg (Uckermark) im Osten, Woldegk im Süden, Neetzka im Westen sowie Kublank im Nordwesten.

## Ortsteile
- Badresch (Eingemeindung am 1. Januar 1973)[2]
- Golm (Eingemeindung am 1. Januar 1973)[2]
- Holzendorf
- Klein Daberkow (Eingemeindung nach Kreckow am 1. Juli 1950)[2]
- Kreckow (Eingemeindung am 13. Juni 1999)[3]
- Lindow (Eingemeindung am 1. Januar 1973)[2]
- Groß Miltzow
- Ulrichshof (Eingemeindung am 1. Januar 1973)[2]

## Geschichte

### Anfänge
Urkundlich erschien Groß Miltzow in einer Schenkungsurkunde aus dem Jahr 1298. Die Gemarkung als bewohnte Ortschaft sollte älter sein und wird in der Schrift als Magna Melsow betitelt.
Lindow wurde ebenfalls 1298 erstmals erwähnt: als Lyndow – ein Name, der trotz der regional häufigen slawischen Ortsnamen auf -ow vom deutschen "Linden-Aue" herzuleiten ist.
Der Ortsteil Golm erschien dann 1308 erstmals als Golme, abgeleitet vom slawischen Cholm (auch Plural Cholmy möglich), d. h. „der/die Hügel“.

### Rittergut Groß Miltzow
Im 15. Jahrhundert soll die Familie Söneke (Sonneke) anteilig Besitzungen im Ort besessen haben. Noch in gleichen Zeitphase, konkret im Jahre 1471, erwarb die alte mecklenburgische Adelsfamilie von Dewitz auf Holzendorf die Begüterung. Konstanter wird nachweislich der Grundbesitz ab Ulrich Otto von Dewitz (1671–1723) aus der Linie Groß Daberkow, seines Zeichens Herr auf Groß Miltzow, Holzendorf und Neverin, königlich dänischer Generalleutnant. Ihm folgt als örtlicher Gutsbesitzer sein Sohn der Kammerjunker Christian Wilhelm von Dewitz und dann wiederum der Enkel, der mecklenburgische Hofjägermeister, Otto Ulrich von Dewitz (1747–1808). Er war verheiratet mit Barbara Elisabeth von Maltzahn-Rottmannshagen. Zwei Generationen weiter vertritt Ulrich Otto von Dewitz (1814–1871) die Interessen der Familie im Ort. Er war ebenso mit einer Maltzahn liiert und frühzeitig 1852 Mitglied im Johanniterorden. Die Vorfahren und die Nachkommen dieses Ehepaares stellten dann das so genannte Haus Miltzow, eine namentlich an den Besitz gebundene Familienlinie. Ulrich Otto von Dewitz (1856–1921), Erbherr auf Groß Miltzow, Ulrichshof und Krumbeck, veräußerte dann das alte Stammgut der Dewitz und überließ Krumbeck seiner Schwester. Seit 1905 gehörte das Rittergut den Freiherren von Bodenhausen. Die alte Adelsfamilie hatte 1869 die preußische Genehmigung zur Fortführung des Freiherrentitel bekommen. Hans Bodo von Bodenhausen-Burgkemnitz stiftete für seine neuen mecklenburgischen Besitzungen einen Familienfideikommiss, behielt aber seinen Hauptwohnsitz in Burgkemnitz. Groß Miltzow übergab er seinem Sohn Kraft Hans (1871–1952), respektive konkret dem gleichnamigen Enkel Kraft Eberhard (1905–1945). Kurz vor der großen Wirtschaftskrise, 1928, im letztmals amtlich publizierten Mecklenburgischen Güter-Adressbuch hatte das Rittergut Groß Miltzow mit Holzendorf, Vorwerk Ulrichshof, Klein Miltzow und Lehngut Oertzenhof eine Größe von 1461 ha, 227 ha davon waren Wald. Im ökonomischen Vordergrund stand wie in ganz Mecklenburg damals üblich die Schafsviehbewirtschaftung. Es standen hier 986 Tiere in den Ställen. Als Gutsverwalter für beiden letztgenannten Anteile agierten Herr Steilmann und Herr Dörr. Der letzte Gutseigentümer Kraft von Bodenhausen war mit der Gutsbesitzertochter Marli von Trebra-Lindenau verheiratet und wohnte mit der Familie zuerst in Ulrichshof. Nach 1937 bezogen das sie Herrenhaus in Groß Miltzow, wo auch im Sommer 1943 von den sechs Kindern die jüngste Tochter geboren wurde. Da Bodenhausen Soldat war, übernahm sein Vater die Gesamtleitung der Güter der Familie. Laut den Belegen der genealogischen Fachliteratur blieben die Freiherren von Bodenhausen auch im Besitz von Groß Miltzow bis zur Bodenreform.

## Dienstsiegel
Die Gemeinde verfügt über kein amtlich genehmigtes Hoheitszeichen, weder Wappen noch Flagge. Als Dienstsiegel wird das kleine Landessiegel mit dem Wappenbild des Landesteils Mecklenburg geführt. Es zeigt einen hersehenden Stierkopf mit abgerissenem Halsfell und Krone und der Umschrift „GEMEINDE GROß MILTZOW“.

## Friedrich Fröbel in Groß Miltzow

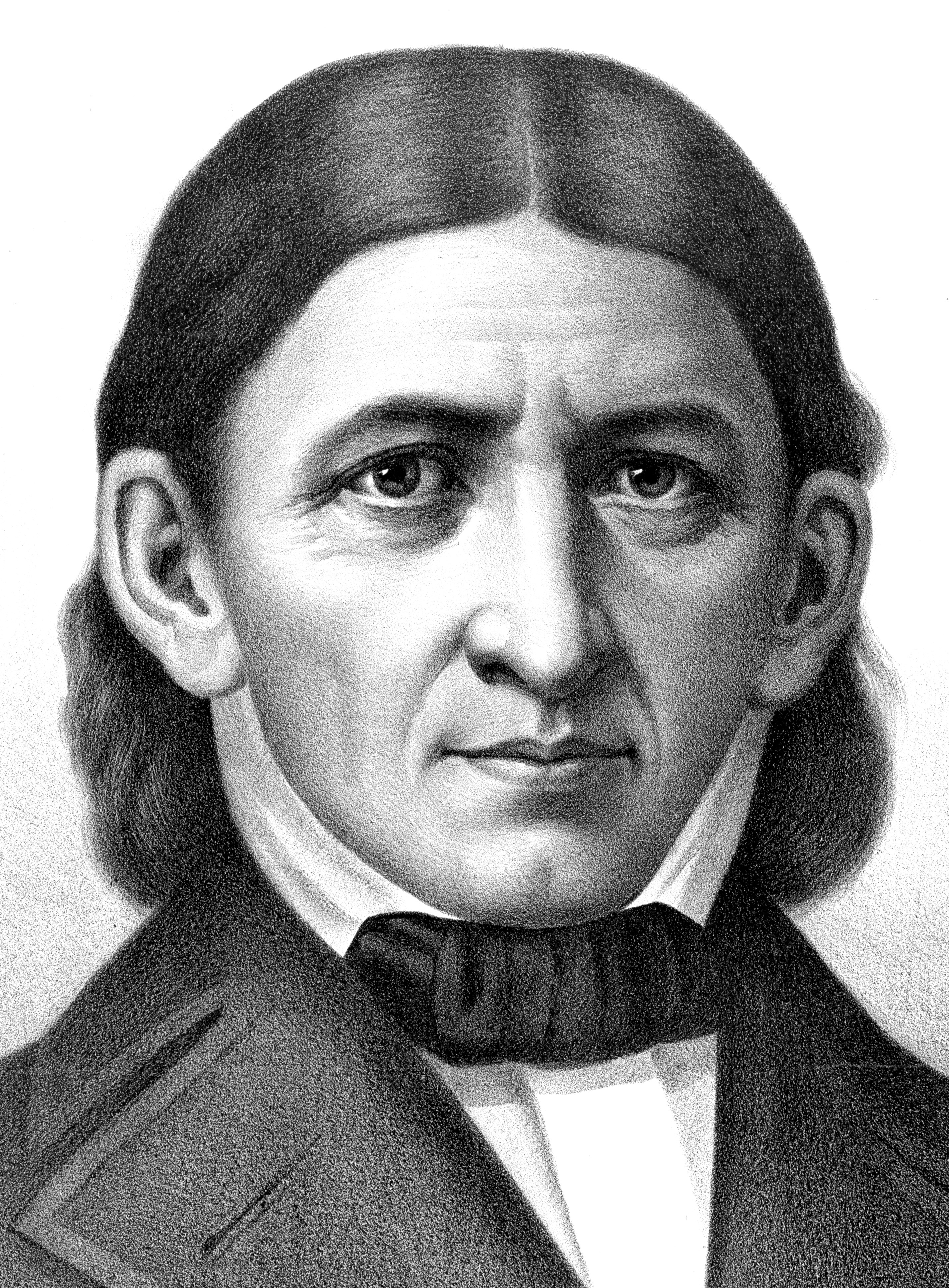
Friedrich Fröbel

Von 1804 bis 1805 diente Friedrich Fröbel als Privatsekretär auf Gut dem Gut Groß Miltzow bei Otto Ulrich von Dewitz. Der spätere Erfinder des Kindergartens war zuvor Forstamtsaktuar (Landmesser) in Baunach und Bamberg. Eigentlich sollte er sich um die Domänen Krumbeck, Helpt und Oertzenhof kümmern, Bauarbeiten beaufsichtigen und die Buchführung übernehmen. Da ihm aber viel Zeit blieb, fand er in der umfangreichen Bibliothek des Gutsherrn Interesse an Schriften über Architektur, Philosophie, Literatur und Theologie. Durch Otto Ulrich von Dewitz fand er Kontakt zum Hof des liberalen Karl II. in Neustrelitz, der sich an den Ideen von Rousseau orientierte, aber auch zu intellektuellen Persönlichkeiten wie die Theologen Franz Christian Boll und Friedrich Ludwig Reinhold sowie dem Pädagogen Wilhelm von Türk, die ihn mit den Schulreformplänen von Johann Heinrich Pestalozzi vertraut machten. Miltzow erschien Fröbel als das geistige Erweckungserlebnis: „bis hier hatte mein Leben gekeimt gewachsen geschoßt geknospet jetzt fing es an zu blühen“. Als Erzieher begann er 1805 nach seiner Rückkehr aus der Schweiz an der Pestalozzi-Musterschule in Frankfurt am Main. Im Jahre 1840 gründete Fröbel den "Allgemeinen deutschen Kindergarten" in Bad Blankenburg.

## Sehenswürdigkeiten
- Herrenhaus Groß Miltzow[18] Um 1760 wurde ein eingeschossiges Gebäude mit Mittelrisalit für die Familie von Dewitz  erbaut, das später mit dem Haupthaus verbunden wurde. Die preußische Prinzessin Luise weilt nachweislich 2 ½ Jahre nach ihrer Hochzeit mit dem späteren König Friedrich Wilhelm III. am 27. Juli 1796 auch auf Groß Miltzow:  Erwähnt in den Erinnerungen der Oberhofmeisterin Sophie Marie Gräfin von Voss  „Neunundsechzig Jahre am Preußischen Hofe“. Luise wurde ein Jahr später 1797 Königin von Preußen. 1780 fand ein Umbau des Haupthauses in ein zweigeschossiges Herrenhaus mit reicher Ausstattung im barocken Stil statt. Um 1840 wurde das ältere Gutshaus umgebaut, diesmal in ein Gebäude mit Mansarddach auf einem Sockelgeschoss mit einem dreiachsigen Mittelrisalit im Stil der französischen Renaissance. 1905 wurde der Wirtschaftsflügel angebaut. Bis 1905 befand sich das Gut im Besitz der Familie von Dewitz. Von 1905 bis mindestens nach 1943 war es im Eigentum der Freiherren von Bodenhausen, danach etwaig kurz in der Familie von Schwerin. Der umfangreiche Park und einige Wirtschaftsgebäude sind noch gut erhalten. Nach 1945 wurde das Gutshaus als Verwaltungsgebäude genutzt.
- Herrenhaus Kreckow: Der Kreckower Gutshof ist eine der wenigen komplett erhaltenen Gutsanlagen in Mecklenburg, barock symmetrisch mit Herrenhaus, Park, Verwalterhaus, Pferdestall und Nebengebäuden. Das Herrenhaus wurde im Jahre 1744 durch Wilhelm Ludwig von Bissing als eingeschossiger barocker Putzbau mit Mansarddach und hohem Sockelgeschoss erbaut.[19] Es befand sich von 1762 bis 1934[20] im Besitz der Grafen von Schwerin, zumeist als Pachtgut.
- Die Kirche Kreckow ist eine Feldsteinkirche aus dem Ende des 13. Jahrhunderts, die 1749 um einen Westturm erweitert wurde. Im Innenraum steht unter anderem ein Kanzelaltar aus der Mitte des 18. Jahrhunderts.
- ehemalige Dorfschmiede in Kreckow (Heimatmuseum)
- Bahndamm und Bahngebäude der ehemaligen Friedrich-Wilhelm-Eisenbahn (stillgelegt), jetzt Radweg
- Die Kirche Holzendorf ist eine Backsteinkirche aus dem Anfang des 14. Jahrhunderts. Im Innenraum steht unter anderem ein Altarretabel aus der Zeit um 1730.
- Weitere Kirchen in Badresch und Golm[21] und Kreckow

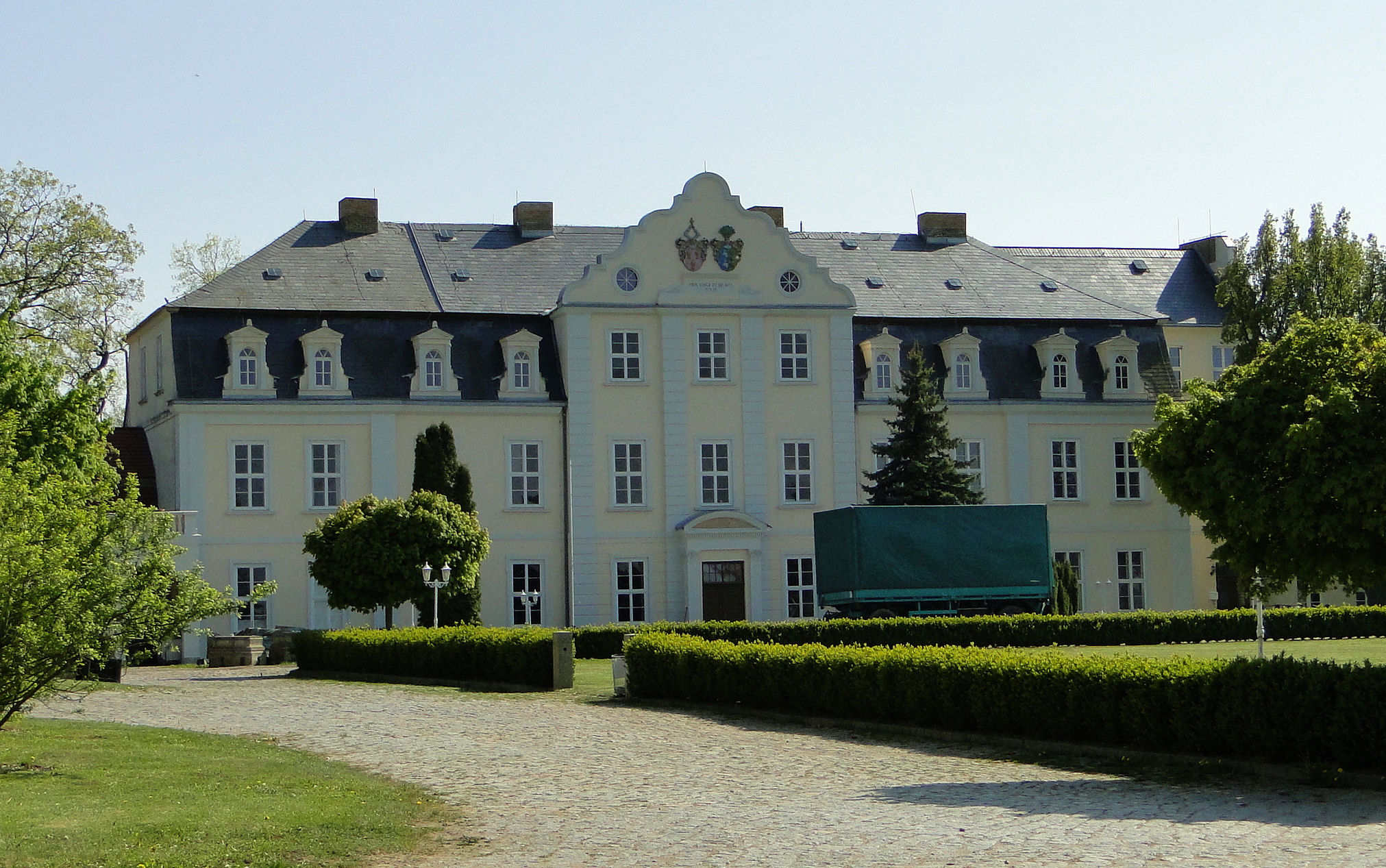
Herrenhaus Groß Miltzow
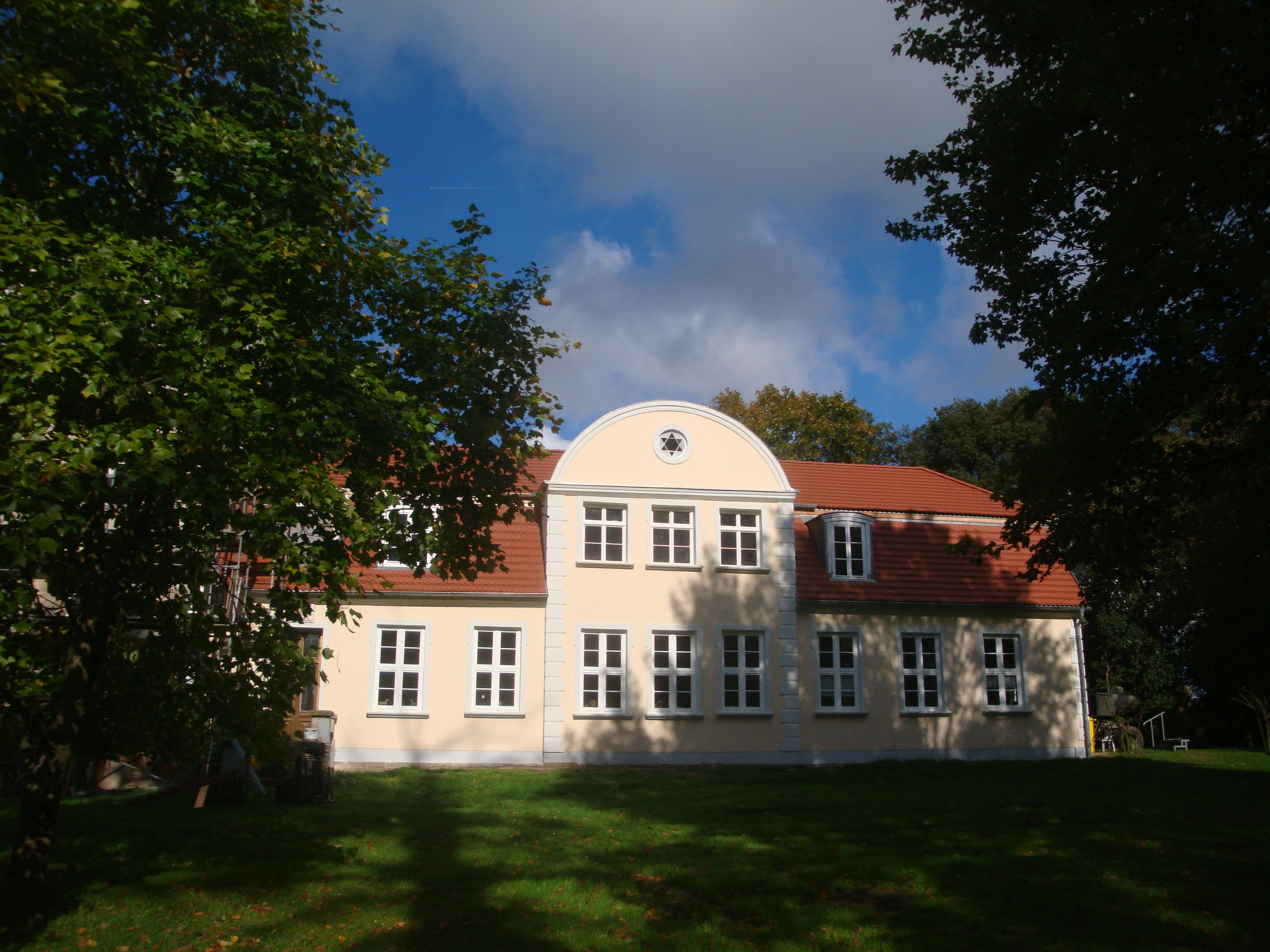
Südfassade Louisenhaus Groß Miltzow
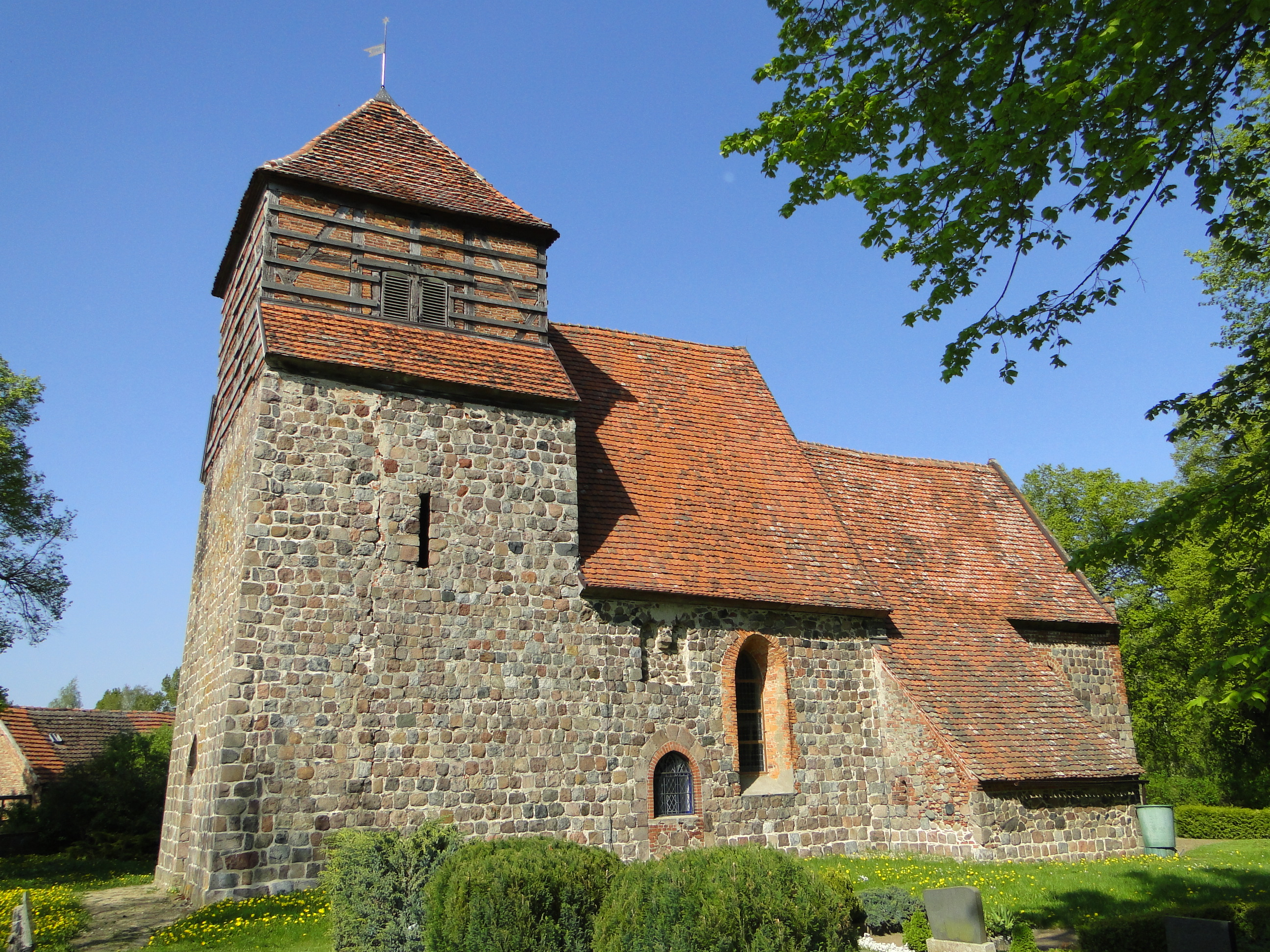
Dorfkirche Badresch
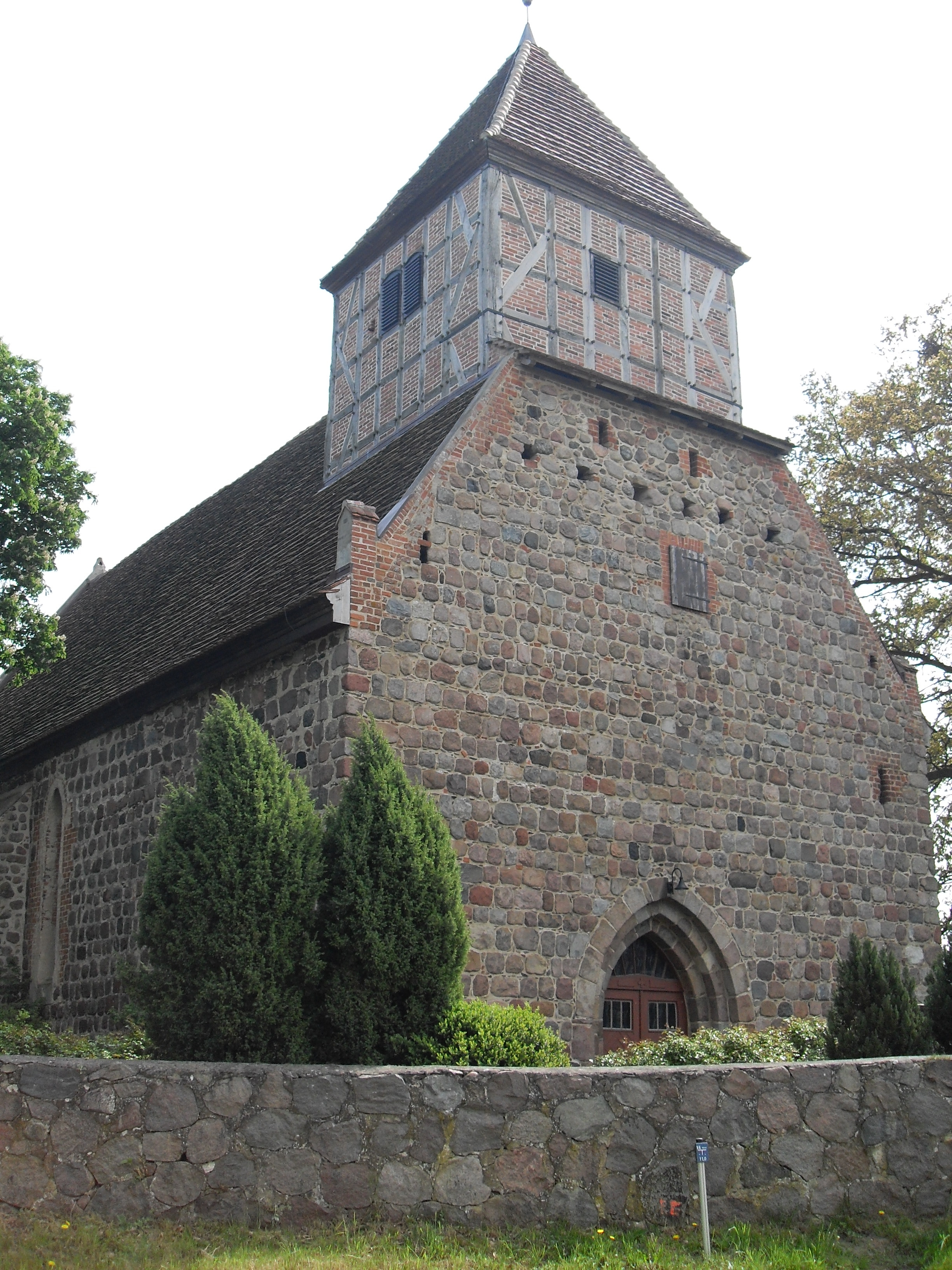
Dorfkirche Golm (Groß Miltzow)
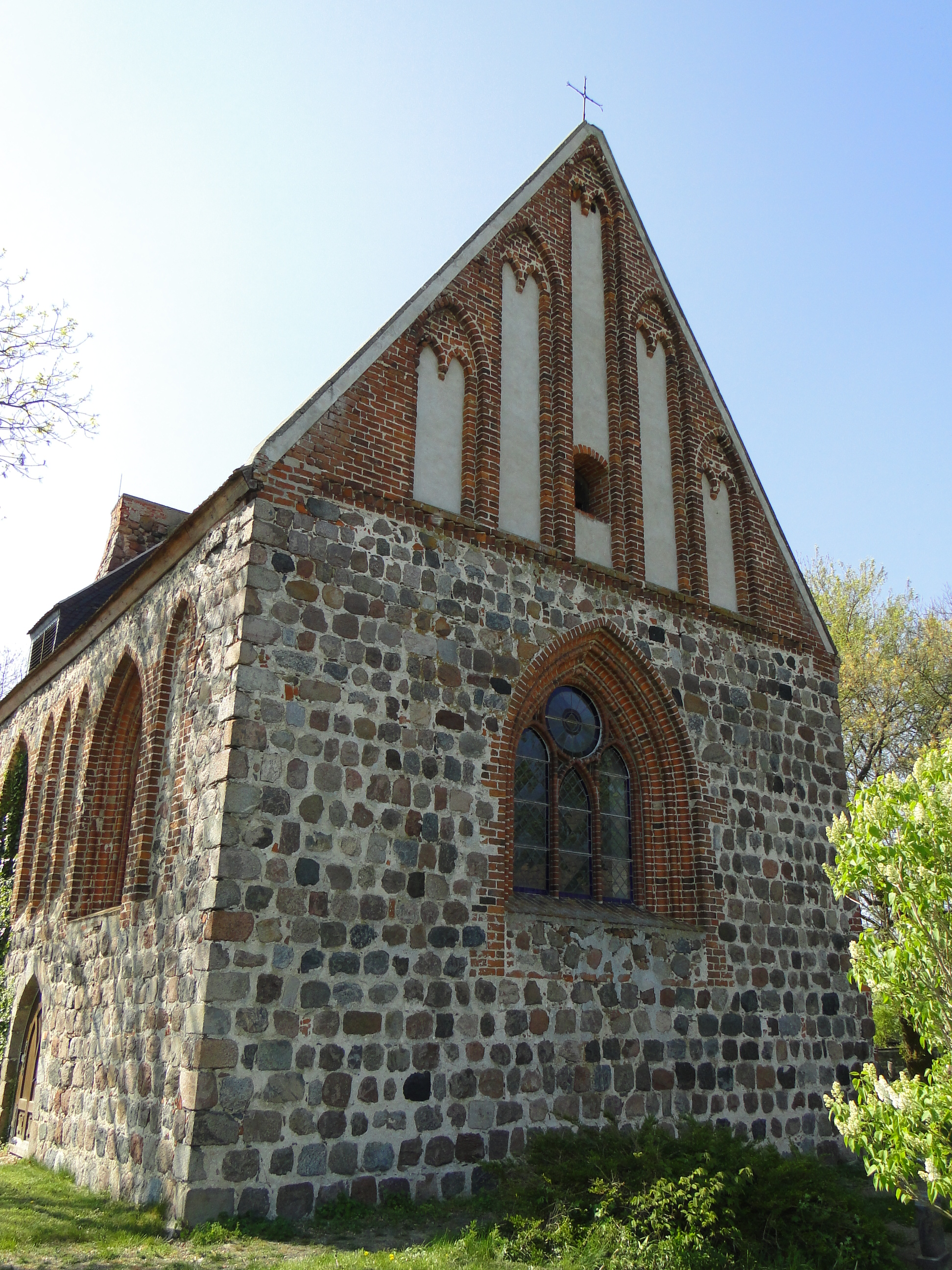
Dorfkirche in Lindow
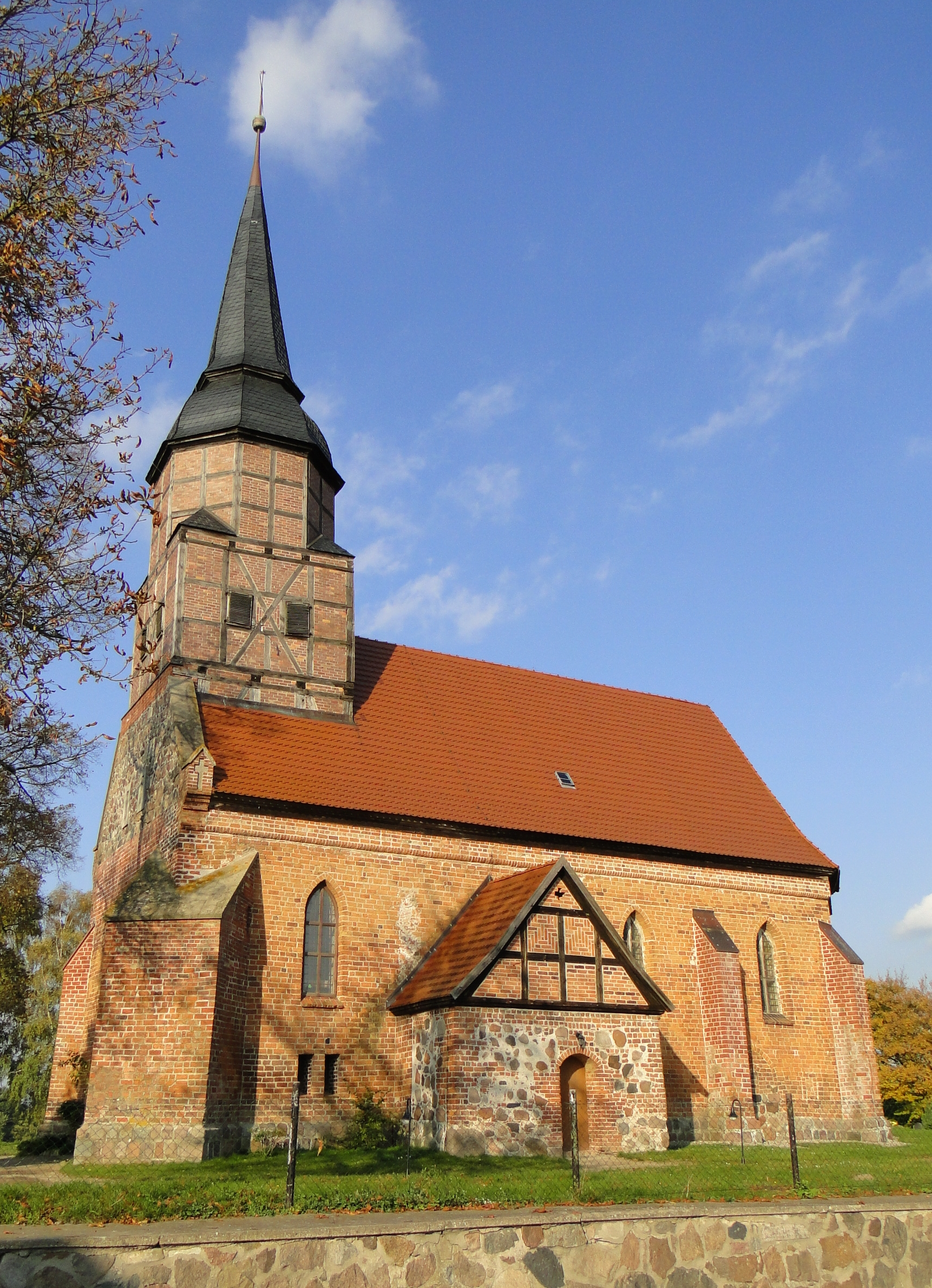
Kirche in Holzendorf
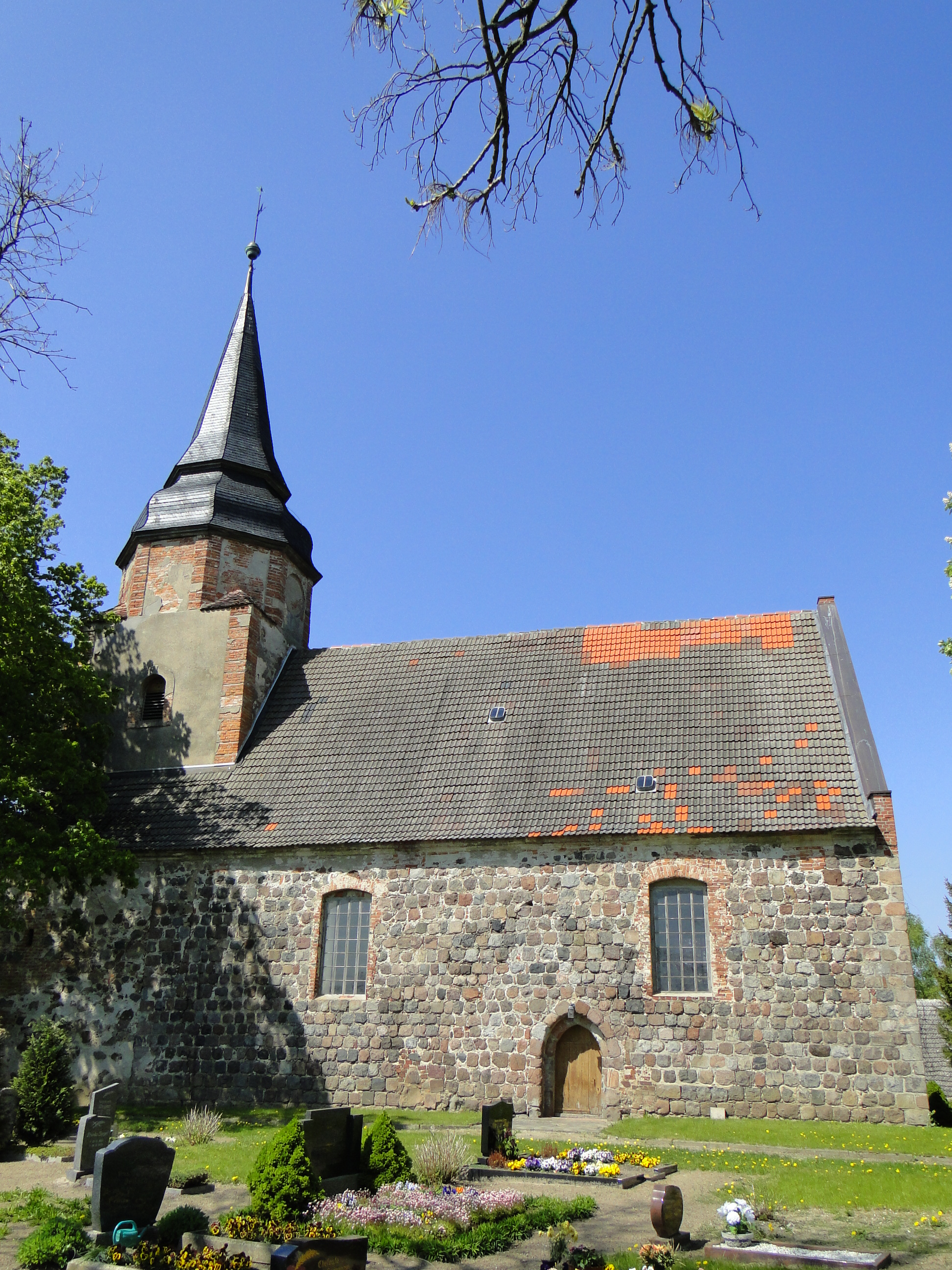
Kirche in Kreckow

## Verkehrsanbindung
Die Bahnstrecke Bützow–Szczecin führt durch den Süden des Gemeindegebietes, ohne hier einen Haltepunkt zu besitzen. Die Bundesstraße 104 verläuft südlich der Gemeinde. Über den etwa drei Kilometer entfernten Anschluss Friedland i. M. der Bundesautobahn 20 ist die Gemeinde Groß Miltzow ebenfalls erreichbar.

## Persönlichkeiten
- Otto Ulrich von Dewitz (1747–1808), Präsident des Geheimen Rates von Mecklenburg-Strelitz
- Otto Ernst von Dewitz (1788–1858), mecklenburgischer Gutsbesitzer und Mitglied der Mecklenburgischen Abgeordnetenversammlung
- Ulrich Otto von Dewitz (1814–1871), mecklenburgischer Gutsbesitzer und Mitglied der Mecklenburgischen Abgeordnetenversammlung

Holzendorf:
- Wilhelm Höcker (1886–1955), erster Ministerpräsident von Mecklenburg